# Romola (film 1924)
Romola è un film muto statunitense del 1924 diretto da Henry King. Venne girato negli studi cinematografici appositamente costruiti a Rifredi, quartiere di Firenze.
Esso si basa sul romanzo storico omonimo di George Eliot, ambientato a Firenze all'epoca del Rinascimento.